# SFK Vrchovina Nové Město na Moravě
Sportovní fotbalový klub Vrchovina z.s. Nové Město na Moravě w skrócie SFK Vrchovina Nové Město na Moravě – czeski klub piłkarski, grający w MSFL, mający siedzibę w mieście Nové Město na Moravě.

## Historia
Klub został założony w 1998 roku. W sezonie 2017/2018 klub wywalczył historyczny awans do Moravskoslezskej fotbalovej ligi.

## Historyczne nazwy
- 1998 – Bohemia Breeding
- 2001 – SFK Vrchovina Nové Město na Moravě - Radešínská Svratka (Spojený fotbalový klub Vrchovina Nové Město na Moravě - Radešínská Svratka)
- 2009 – SFK Vrchovina Nové Město na Moravě (Sportovní fotbalový klub Vrchovina Nové Město na Moravě)
- 2014 – SFK Vrchovina z.s. Nové Město na Moravě (Sportovní fotbalový klub Vrchovina z.s. Nové Město na Moravě)

## Stadion
Domowe mecze klub rozgrywa na stadionie o nazwie Hřiště SFK Vrchovina, położonym w mieście Nové Město na Moravě. Stadion może pomieścić 3000 widzów.